# Piotr Skarga
Compléments
Prédicateur à la cour de Pologne et Lituanie Skarga contribue à de nombreuses réformes sociales
Piotr Skarga (de son vrai nom Piotr Powęski), né le 2 février 1536 à Grójec et décédé le 27 septembre 1612 à Cracovie, est un prêtre jésuite polonais, orateur, écrivain de renom et prédicateur d'un grand talent oratoire de la cour du roi Sigismond III Vasa. Surnommé « le Bossuet polonais », il est une figure majeure de la Contre-Réforme de la république des Deux Nations.

## Biographie

### Formation et sacerdoce
Piotr Skarga naît le 2 février 1536 dans une famille noble. Il est l’un des six enfants de Michał et Anna Powęski. Il étudie dans la faculté de la philosophie de l'Académie de Cracovie (1552-1555), où il obtient son diplôme de bachelier. Il devient par la suite recteur du collège auprès de l'église Saint-Jean (1555-1557) où son talent pédagogique est remarqués par le sénateur et châtelain de Cracovie Andrzej Tęczyński, qui demande à Piotr de s'occuper de l'éducation de son fils Jan. Il accompagne son pupille à Vienne, admis en 1560 comme interne au collège jésuite où il rencontre l'archevêque de Lwów, Paweł Tarło, qui lui propose de devenir diacre prédicateur dans son diocèse. À la mort de son protecteur en 1561, Skarga quitte le service de la famille Tęczyński et se fait ordonner prêtre en 1564 à Lwów (actuellement en Ukraine) et reçoit sa propre paroisse. Très vite célèbre pour ses sermons qui attirent les foules, il est nommé chanoine au chapitre de la cathédrale de Lwów. Il arrête d'être curé et se dégage du temps libre pour aller à la rencontre des nécessiteux, visiter les hôpitaux et les prisons. Il veille au respect envers les malades et prisonniers, ainsi qu’à leur vie spirituelle.  

### Entrée chez les jésuites
En 1568, à l'âge de 32 ans, Skarga se rend à Rome et demande son admission dans la Compagnie de Jésus. Il commence son noviciat à Saint-André-du-Quirinal le 2 février 1569 tout en poursuivant des études de théologie au Collège Romain tout proche et en étant pénitencier (par nomination papale) à la basilique Saint-Pierre.  Skarga est de retour en Pologne en 1571. Là, il sert d'abord comme jésuite à  à Pułtusk (1571-1573), mais il est de plus en plus sollicité comme prédicateur : ainsi il se rend à Lwów, Jarosław et Płock. Il a le soutien de la reine Anna Jagellon.

### En Lituanie
En 1574, il s'installe à Vilnius. Son ministère est de plus en plus orienté vers la prédication et la lutte contre les idées protestantes très populaires dans le Grand-duché de Lituanie. Il prêche des sermons ardents qui conduisent à de nombreuses conversions. On lui attribue le retour au catholicisme, entre autres, des trois princes Radziwiłł : Albert, Stanisław et Jerzy (ce troisième deviendra même évêque de Vilnius et cardinal). Leur frère aîné Mikołaj Krzysztof Radziwiłł fonde une imprimerie pour diffuser des livres catholique et publier les écrits de Skarga. 
L’opuscule Sacratissima Eucharistia de Skarga est une défense de la foi et doctrine catholique de l'Eucharistie contre les calvinistes. Contre Andrzej Wolan, le leader des calvinistes lituaniens, il écrit Siedem filarów (Sept piliers) et l’Artes duodecim sacramentariorum. Skarga cherche à réconcilier les orthodoxes avec l’Église de Rome en publiant pour eux (en 1577) O jedności kościoła Bożego (Sur l'unité de l'Église de Dieu).

### Recteur de l’Académie de Vilnius
Quand le roi Stefan Batory élève le collège jésuite de Vilnius au rang d’Académie (université), Skarga devient son premier recteur. Il le sera de 1579 à 1584. Il écrit Żywoty świętych (Vies de saints) qui est longtemps resté populaire. Il aurait également encouragé le roi à créer des collèges jésuites à Płock (aujourd’hui en Biélorussie), Riga (Lettonie) et Tartu (Estonie).  
En 1584 il s'installe finalement à Cracovie où il devient supérieur dans l'église Sainte-Barbe. Il y continue son apostolat de la prédication tout en étant très actif et créatif dans l’aide aux plus démunis. Il fonde ainsi plusieurs associations charitables telles la Confrérie de la Miséricorde pour l’aide aux pauvres, la Caisse de Saint-Nicolas pour les jeunes filles qui ne pouvaient pas payer leur dot et la Fraternité de Saint-Lazare pour couvrir les frais de funérailles des victimes de la peste et autres calamités. Il ouvre même une banque qui prête de l’argent sans intérêt.

### Prédicateur à la cour de Cracovie

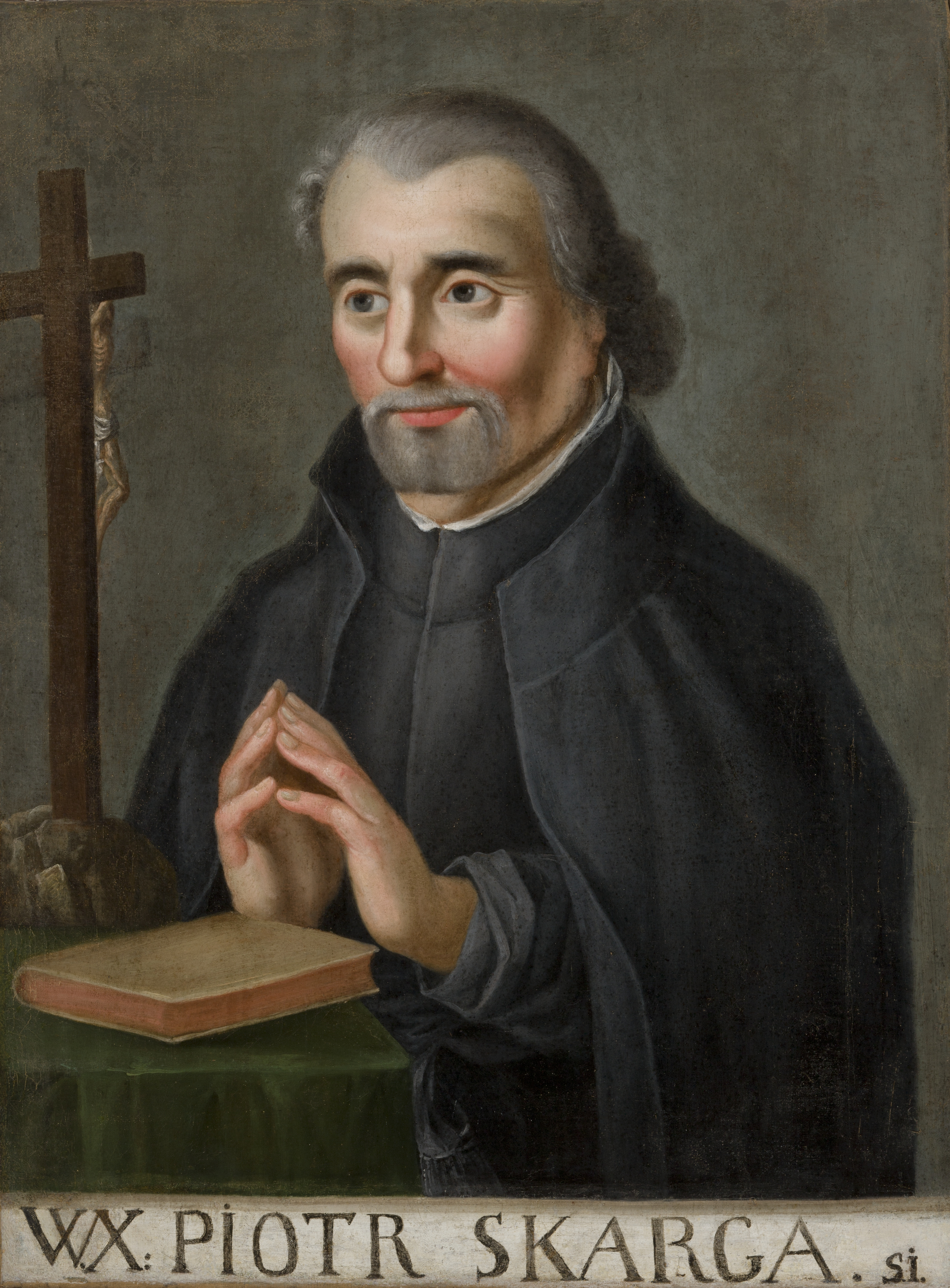
Portrait du Piotr Skarga datant du XIXe siècle, Musée national de Cracovie

En 1588 il est désigné prédicateur de la cour du roi Sigismond III Vasa. Il exerce ce ministère pendant 24 ans. Ces sermons seront rassemblés en collections et publiés par la suite. Ses Sermons pour le Parlement (Kazania sejmowe) sont des pièces d’anthologie et font partie des plus belles pages de la littérature polonaise. 

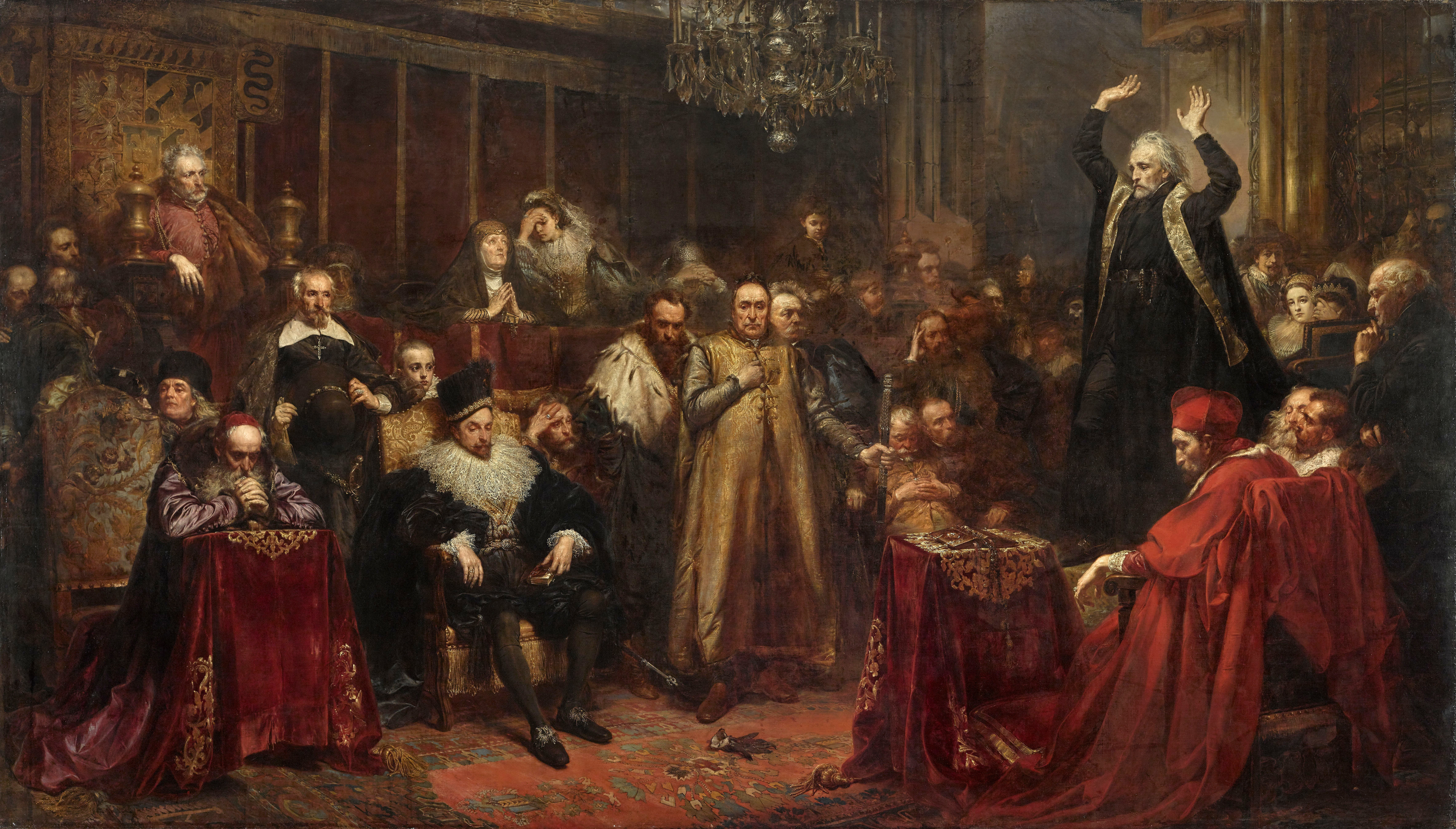
Le serment de Skarga par Jan Matejko.

Politiquement il est en faveur d’un pouvoir royal fort, protégeant le peuple contre les abus et exactions de l'aristocratie et des propriétaires terriens qu'il critique sévèrement. Dans ses sermons, aussi bien à la cour qu’au parlement, il tente de mettre ordre dans la vie politique de la Pologne et prêche vigoureusement contre les libertés individuelles excessives de certains qui causent du tort à beaucoup.
Il se prononce en faveur de l'union de Brest, un accord interreligieux signé à en 1596 permettant à de nombreux orthodoxes de la république des Deux Nations s'unir à l'église catholique tout en gardant leurs coutumes et rites liturgiques orientaux.
Sa santé se détériorant il est libéré de sa fonction royale et, fin avril 1612, donne son dernier sermon devant le roi. Il se retire au collège jésuite de Cracovie où il meurt cinq mois plus tard, le 27 septembre 1612. Piotr Skarga Powęski est enterré dans l’église Saints-Pierre-et-Paul de Cracovie. 

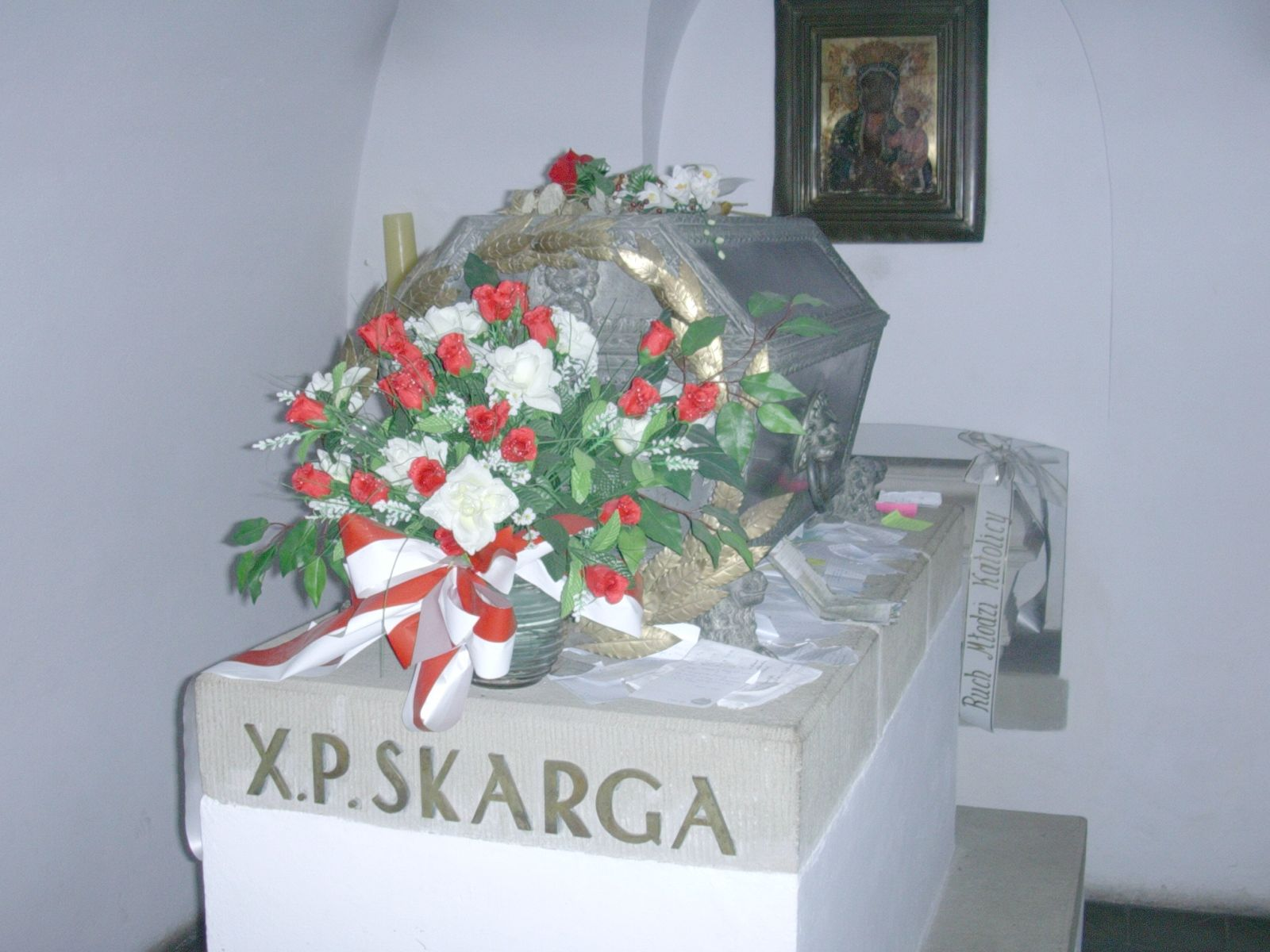
Sarcophage de Skarga, à Cracovie (toujours fleuri)

## Reconnaissance publique
- Son procès de béatification a été ouvert officiellement le 8 décembre 2014 en présence du cardinal Stanisław Dziwisz, archevêque de Cracovie et autrefois secrétaire de Jean Paul II
- En 2004, pour célébrer le 425e anniversaire de l’université de Vilnius les services postaux de Lituanie ont émis un timbre ayant en médaillons les portraits du roi Stefan Batory et du jésuite Piotr Skarga, les cofondateurs de l’Académie de Vilnius, ancêtre de l’université.
- Un monument de Piotr Skarga fut érigé sur la place de Marie-Magdalene à Cracovie.
- L'astéroïde (327977) Skarga est nommé en son honneur[1].

## Écrits
- Skarga a fort à cœur l’unité de l'Église, brisée au temps de la Réforme. Ses écrits contribuent à la restaurer. Il fait toujours la différence entre l’hérésie, qui est mauvaise et condamnable, et les personnes qui sont foncièrement bonnes.

- Des quelque vingt-neuf livres publiés, plusieurs ont connu de nombreuses réimpressions. Mais tout particulièrement son ‘Kazania Sejmowe (Sermons pour le parlement) a trouvé une place d’honneur dans la littérature polonaise.

- Son très populaire Żywoty świętych (Vies de saints) est théologiquement riche et littérairement fort élégant: on le réimprime encore après quatre siècles.